# 18. Międzynarodowy Festiwal Filmowy w Wenecji
18. Międzynarodowy Festiwal Filmowy w Wenecji odbył się w dniach 25 sierpnia – 8 września 1957 roku.
Jury pod przewodnictwem francuskiego reżysera René Claira przyznało nagrodę główną festiwalu, Złotego Lwa, indyjskiemu filmowi Nieugięty w reżyserii Satyajita Raya. Drugą nagrodę w konkursie głównym, Srebrnego Lwa, przyznano włoskiemu filmowi Białe noce w reżyserii Luchino Viscontiego.

## Członkowie jury

Przewodniczący jury konkursu głównego René Clair

### Konkurs główny
- René Clair, francuski reżyser − przewodniczący jury[2]
- Vittorio Bonicelli, włoski scenarzysta
- Ettore Giannini, włoski scenarzysta
- Penelope Houston, brytyjska krytyczka filmowa
- Arthur Knight, amerykański krytyk filmowy
- Miguel Pérez Ferrero, hiszpański pisarz
- Iwan Pyrjew, rosyjski reżyser